# Клименко, Александр Васильевич (руководитель САП)
Александр Васильевич Клименко (укр. Олександр Васильович Клименко; род. сентябрь 1986) — украинский юрист. Заместитель Генерального прокурора — руководитель Специализированной антикоррупционной прокуратуры Украины с 28 июля 2022 года.

## Биография
Окончил Национальную юридическую академию имени Ярослава Мудрого в Харькове и получил диплом юриста.
В марте 2010 года Клименко начал работать в органах внутренних дел в Киеве сначала следователем, а затем старшим следователем.
С ноября 2015 года работал старшим следователем в Национальной полиции. В частности, расследовал дела, касающиеся хищения имущества. Также расследовал хищение средств на «Укрзализныце».
В марте 2016 года Клименко отправился на конкурс в Национальное антикоррупционное бюро Украины и стал детективом. Уже через год – старшим детективом, а в ноябре 2017 – руководителем отдела. За этот период он расследовал дела бывшего народного депутата Украины Александра Онищенко, экс-руководителя Государственной фискальной службы Романа Насирова и нынешнего заместителя главы Офиса президента Олега Татарова, отвечающего за направление правоохранительных органов. Он также старший группы прокуроров по делу экс-заместителя секретаря СНБО Олега Гладковского.
21 декабря 2021 комиссия по избранию руководства САП по результату конкурса объявила рейтинг кандидатов. Следователь Александр Клименко набрал 246 баллов, прокурор Андрей Синюк – 229.
22 июля 2022 года комиссия по отбору главы САП обратилась в ГПУ, чтобы подтвердить соответствие победителя конкурса требованиям законодательства.
28 июля 2022 года Генеральный прокурор Украины Андрей Костин утвердил Александра Клименко в должности председателя Специализированной антикоррупционной прокуратуры.

## Ссылка
- Клименко Олександр Васильович. Досье